# طوبولوجيا قابلة للبناء
في الجبر التبادلي، الطوبولوجيا القابلة للبناء في الطيف {\displaystyle \operatorname {Spec} (A)} of a لـ الحلقة التبادلية {\displaystyle A} هي طوبولوجيا حيث أن كل مجموعة مغلقة هي صورة لـ {\displaystyle \operatorname {Spec} (B)} in {\displaystyle \operatorname {Spec} (A)} لبعض الجبر B فوق A. وهناك سمة مهمة لهذا البناء هي أن الخريطة {\displaystyle \operatorname {Spec} (B)\to \operatorname {Spec} (A)} عبارة عن خريطة مغلقة فيما يتعلق بالطوبولوجيا التي يمكن البناء عليها.
وفيما يتعلق بهذه الطوبولوجيا، {\displaystyle \operatorname {Spec} (A)} هي مدمجة،  هاوسدورف وفضاء طوبولوجي منفصل تمامًا. عمومًا الطوبولوجيا التي يمكن البناء عليها هي طوبولوجيا أدق من طوبولوجيا زاريسكي، ولكن النوعين سيتزامنان فقط في حالة ما إذا كان {\displaystyle A/\operatorname {nil} (A)} هي حلقة فون نيومان المنتظمة، حيث أن {\displaystyle \operatorname {nil} (A)\,} هي نيل الراديكالية الخاصة بـA.